# Émile Augier
Guillaume Victor Émile Augier (n. 17 septembrie 1820, Valence, Drôme, Franța – d. 25 octombrie 1889, Villa Augier⁠(d), Seine-et-Oise, Franța) a fost un dramaturg și poet francez, cunoscut mai ales pentru scrierile satirice la adresa burgheziei.

## Opera
- 1849: Gabrielle ("Gabrielle");
- 1852: Diana ("Diane");
- 1855: Ginerele domnului Poirier ("Le gendre du monsieur Poirier");
- 1862: Fiul lui Giboyer ("Le fils du Giboyer");
- 1864: Domnul Guérin ("Maître Guérin");
- 1873: Jean de Thommeray  ("Jean de Thommeray ").